# Paula (album)
Paula – debiutancki album polskiej piosenkarki, aktorki i modelki Pauli Marciniak, który został wyprodukowany przez wytwórnię muzyczną Fonografika. Płyta ukazała się 26 marca 2011 roku. Na płycie znalazło się 10 utworów utrzymanych w klimacie muzyki dance. Autorem pierwszego singla, Flashing lights jest główny producent Pauli - Bartosz „Tabb” Zielony oraz muzycy ze Szwecji: Christoffer Wikberg i Alina Devecerski, którzy m.in. współpracowali z takimi artystami jak Danny, Jameerah, Jody (zwyciężczyni Idola w RPA), Papermoon Dragon czy Charlotte Perelli. Na krążku znajdują się również utwory autorstwa m.in. Tomasza Luberta – założyciela zespołów: Virgin, Video oraz Volver. Płytę promowały utwory: Zróbmy to dziś, Flashing Lights, Dziś jesteś niebem i Sweetie. Premiera albumu miała miejsce we wrocławskim Zakładzie Karnym przy ulicy Kleczkowskiej.

## Lista utworów[5]
1. Flashing Lights
2. Dziś jesteś niebem
3. Sweetie
4. Getto Queen
5. Z oczu
6. Zróbmy to dziś
7. Rocker Club
8. Feel Your Love
9. Remixed Queen
10. Zróbmy to dziś (wersja Michała Zatoki)

## Teledyski
Do tej pory ukazały się teledyski do piosenek: Zróbmy to dziś, Flashing Lights, Dziś jesteś niebem oraz Sweetie.

### Zróbmy to dziś
Pierwszy singiel zapowiadający debiutancką płytę Paula. W klipie do utworu piosenkarka wcieliła się w rolę kobiety wampa, która wiąże swoją ofiarę, a także wije się w zamkniętej klatce. Teledysk został nakręcony przez Grupę 13.

### Flashing lights
W teledysku do utworu wystąpił wokalista Ich Troje - Michał Wiśniewski (w roli przyszłego męża) oraz hollywoodzki aktor Martin William Harris (w roli księdza), a także sama Paula. W klipie do "Flashing lights" Paula oraz gwiazdor Ich Troje stoją na ślubnym kobiercu, ale po chwili Panna Młoda ucieka sprzed ołtarza. Piosenka ta została zgłoszona do Krajowych Eliminacji Eurowizji w 2011 roku.

### Dziś jesteś niebem
Teledysk został nagrany w Zakładzie Karnym nr 1 we Wrocławiu. W scenach do utworu wystąpili sami więźniowie. Słowa do piosenki są autorstwa Pauli. Utwór dedykowany jest nieżyjącemu już dziadkowi piosenkarki.

### Sweetie
Producentem utworu jest Tomasz Lubert, a za słowa odpowiedzialna jest sama Paula. Choreografię do klipu przygotowała Justyna Lichacy. Teledysk nagrywany był w Rumunii.